# Тужет
Туже́т (фр. Touget) — коммуна во Франции, находится в регионе Юг — Пиренеи. Департамент — Жер. Входит в состав кантона Колонь. Округ коммуны — Ош.
Код INSEE коммуны — 32448.

## География

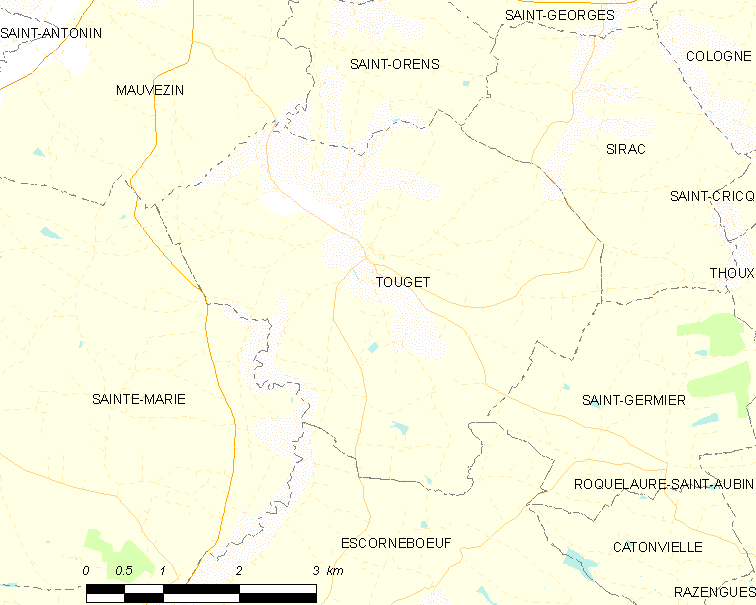
Карта коммуны

Коммуна расположена приблизительно в 590 км к югу от Парижа, в 45 км западнее Тулузы, в 27 км к востоку от Оша.
По территории коммуны протекают реки Жимон и Маркау.

## Климат
Климат умеренно-океанический. Лето жаркое и немного дождливое, температура часто превышает 35 °С. Зимой часто бывает отрицательная температура и ночные заморозки. Годовое количество осадков — 700—900 мм.

## Население
Население коммуны на 2010 год составляло 519 человек.
| 1962 | 1968 | 1975 | 1982 | 1990 | 1999 | 2010 |
| ---- | ---- | ---- | ---- | ---- | ---- | ---- |
| 433  | 389  | 349  | 321  | 312  | 320  | 519  |

## Администрация
| Период | Период | Фамилия      | Партия                  | Примечания               |
| ------ | ------ | ------------ | ----------------------- | ------------------------ |
| 2001   | 2020   | Филипп Дюпуи | Социалистическая партия | член генерального совета |

## Экономика
В 2010 году среди 330 человек трудоспособного возраста (15-64 лет) 258 были экономически активными, 72 — неактивными (показатель активности — 78,2 %, в 1999 году было 71,3 %). Из 258 активных жителей работали 244 человека (126 мужчин и 118 женщин), безработных было 14 (5 мужчин и 9 женщин). Среди 72 неактивных 24 человека были учениками или студентами, 34 — пенсионерами, 14 были неактивными по другим причинам.